# Teorie emisji
Teorie emisji, teorie emisyjne, zwane również teoriami emitera lub balistycznymi teoriami światła – teorie fizyczne w optyce i elektrodynamice, alternatywne zarówno dla teorii eteru, jak i szczególnej teorii względności (STW). W teoriach emisyjnych, tak jak w STW, światło w próżni jest zawsze emitowane z prędkością c względem źródła. Jednak zamiast zakładać niezmieniczość {\displaystyle c,} teorie emisyjne postulują transformacje galileuszowskie. Niektóre teorie emisji zachowują lub próbowały zachować zasadę względności, tak jak STW, bo nie ma w nich wyróżnionego układu odniesienia dla transmisji światła. W tym celu teorie emitera modyfikowały standardową elektrodynamikę Maxwella, by była bardziej zgodna z mechaniką newtonowską.
Teorie emisyjne wyjaśniają wyniki doświadczeń Michelsona-Morleya i Kennedy’ego-Thorndike’a. Poza nauką głównego nurtu wciąż istnieją zwolennicy tych teorii, ale większość fizyków uważa je za definitywnie obalone.

## Historia i warianty

### Przed STW
Z teorią emisji bywa wiązany Isaac Newton. Wiedział o obserwacjach Rømera i uznawał je za dowód, że prędkość światła jest ograniczona. W jego korpuskularnej teorii światła „korpuskuły” (cząstki) światła miały być wyrzucane z nagrzanych ciał z prędkością normalną {\displaystyle c} względem źródła, zgodnie z prawami mechaniki newtonowskiej. Na skutek tego obserwator widziałby światło o prędkości zmienionej prędkością źródła {\displaystyle (c\pm v).}
W 1728 James Bradley odkrył aberrację gwiazdową. To zjawisko ostatecznie udowodniło skończoną prędkość światła i pozwoliło na jej pomiar. W 1810 François Arago obserwował aberrację światła różnych gwiazd w różnych porach roku. Nie znalazł żadnych rozbieżności, co było trudne do wyjaśnienia w ramach korpuskularnej, emisyjnej teorii światła. Obserwacje te wyjaśnił w 1818 roku Augustin Jean Fresnel w ramach falowej teorii światła. M.in. dzięki temu sukcesowi teoria falowa stała się nowym paradygmatem w optyce, a także sam Arago został do niej przekonany. Dalszy rozwój teorii falowej, opartej na eterze, pogrzebał teorię emisji na prawie 100 lat. W XIX w. wykonano wiele pomiarów prędkości światła, jednak wszystkie odbywały się w układzie spoczynku źródła – nie rozstrzygając nic o transformacji tej prędkości.
Teorie eteru jawnie łamały zasadę względności, wprowadzając układ preferowany. Radziły sobie z wyjaśnieniem doświadczenia Fizeau, ale miały problemy z wyjaśnieniem jednocześnie jego oraz doświadczenia Michelsona-Morleya. Z tego powodu Hendrik Lorentz rozwinął swoją wersję teorii eteru, tłumaczącą wszystkie dotychczasowe doświadczenia i wprowadzającą nowe transformacje.
Albert Einstein od młodości pracował nad uzgodnieniem elektrodynamiki Maxwella z zasadą względności. Wielokrotnie wspominał, że pracował nad swoją własną teorią emisji. Prawdopodobnie opierała się ona na potencjałach opóźnionych. Jednak z różnych powodów Einstein porzucił te próby. Pewną rolę mógł w tym odegrać jego młodzieńczy eksperyment myślowy z gonieniem fali światła. Zamiast modyfikacji Maxwellowskiej elektrodynamiki wybrał modyfikację Newtonowskiej mechaniki. To doprowadziło go potem do szczególnej teorii względności.

### Po STW
W 1905 Albert Einstein pogodził elektrodynamikę Maxwella i zasadę względności, tworząc szczególną teorię względności. Jej prostota była przekonywająca na tyle, że do 1911 zaakceptowała ją większość fizyków. Niemniej jednak niewielka część naukowców zakwestionowała drugi postulat teorii: stałość prędkości światła w próżni we wszystkich inercjalnych układach odniesienia. Zaproponowano więc różne rodzaje teorii emisyjnych, w których prędkość światła w próżni zależy od prędkości źródła, a zamiast transformacji Lorentza używa się transformacji Galileusza. Wszystkie one mogły wyjaśnić negatywny wynik doświadczenia Michelsona-Morleya, ponieważ prędkość światła w próżni byłaby stała względem interferometru we wszystkich układach odniesienia. Oto niektóre z tych teorii:
- Światło przez całą swoją drogę zachowuje komponent prędkości, jaką otrzymało od swojego emitera, a po odbiciu rozchodzi się w formie sferycznej wokół centrum, które porusza się z prędkością pierwotnego źródła (zaproponowane przez Walthera Ritza w 1908)[6]. Uważa się, że model ten jest najbardziej kompletny spośród teorii emisji. W rzeczywistości Ritz modelował elektrodynamikę Maxwella-Lorentza. W późniejszej publikacji[7] Ritz napisał, że w jego teorii cząstki emisyjne, na skutek oddziaływania z napotykanymi na drodze ładunkami, nie powinny w nieskończoność zachowywać swojej pierwotnej prędkości emisji.
- Wzbudzona część lustra odbijającego działa jak nowy emiter, na skutek czego odbite światło posiada tę samą prędkość {\displaystyle c} względem lustra, co pierwotne światło względem emitera (zaproponowane przez Richarda Chase’a Tolmana, choć on sam popierał szczególną teorię względności)[8].
- Światło odbite od lustra otrzymuje komponent prędkości równy prędkości lustrzanego obrazu oryginalnego źródła (zaproponowane przez Oscara M. Sewarta w 1911)[9].
- Modyfikacja teorii Ritza-Tolmana, wprowadzona przez J. G. Foxa w 1965. Twierdził on, że należy wziąć pod uwagę twierdzenie o wygaszaniu (czyli regenerację światła wewnątrz pokonywanego materiału). W powietrzu odległość wygaszania wynosiłaby 0,2 cm, czyli po przebyciu tej odległości prędkość światła byłaby stała względem ośrodka, nie źródła (aczkolwiek sam Fox popierał szczególną teorię względności)[1].

Wiele lat później R.S. Shankland doniósł, że Einstein:
- określił teorię Ritza jako „bardzo złą”,
- sam odrzucił teorię emisji, gdyż nie mógł wymyślić żadnych równań różniczkowych, które by ją opisywały – jako że prowadziła ona do „wymieszania wszystkich fal świetlnych”[10][11][12].

## Odrzucenie teorii emisji
Willem de Sitter wprowadził następujący schemat w celu testowania teorii emisyjnych:
{\displaystyle c'=c\pm kv}
gdzie {\displaystyle c} jest prędkością światła, {\displaystyle v} jest prędkością źródła, {\displaystyle c'} jest wynikową prędkością światła, a {\displaystyle k} jest stałą oznaczającą stopień zależności źródła, mogącą przyjmować wartości od 0 do 1. Według szczególnej teorii względności oraz teorii stacjonarnego eteru {\displaystyle k=0,} podczas gdy teorie emisji zezwalają na wartości większe od zera. Odbył się szereg doświadczeń przeprowadzonych na Ziemi na bardzo niewielkich odległościach, które wykazały brak wleczenia światła lub efektu wygaszania oraz potwierdzały niezależność prędkości światła od prędkości źródła, definitywnie wyrugowując teorie emisyjne z głównego nurtu nauki.

### Źródła astrofizyczne
W 1910 Daniel Frost Comstock oraz w 1913 Willem de Sitter napisali, że w przypadku gwiazdowego układu podwójnego, obserwowanego z boku, światło biegnącej ku obserwatorowi gwiazdy podróżowałoby szybciej, niż światło towarzysza, biegnącego w przeciwnym kierunku, oraz przeganiałoby je. Jeżeli odległość byłaby wystarczająca, żeby szybsze światło przegoniło wolniejsze, wysłane wcześniej, wówczas obraz układu powinien stać się zupełnie pogmatwany. De Sitter argumentował, że żaden z układów gwiazdowych, jakie badał nie pokazywał takich ekstremalnych zjawisk optycznych, co oznaczało upadek teorii Ritza oraz, ogólnie, teorii emisyjnych, przy {\displaystyle k<2\times 10^{-3}}.
Hans Thirring argumentował w 1926, że przyspieszany podczas procesów emisji na skutek kolizji termicznych w Słońcu atom promieniuje fale świetlne, mające różne prędkości na początku i na końcu. Zatem koniec promienia światła wyprzedzałby jego wcześniejszą część, wydłużając go o 500 km przy dotarciu do Ziemi. Zatem występowanie w widmie słonecznym zwykłych, ostrych linii widmowych, dyskredytuje model balistyczny.

### Źródła ziemskie
Eksperymenty z ziemskimi emiterami obejmują doświadczenie Sadeh’a (1963), który użył techniki czasu przelotu, aby zmierzyć różnicę prędkości fotonów poruszających się w przeciwnych kierunkach, powstałych na skutek anihilacji pozytonu. Inny eksperyment został przeprowadzony przez Alväger et al. (1963), którzy porównali czas przelotu promieni gamma ze źródeł spoczywających oraz ruchomych. Oba nie wykazały różnic prędkości, zgodnie z teorią względności.
Fillippas i Fox (1964) uważali, że doświadczenia Sadeha (1963) i Alvägera (1963) nie były dostatecznie kontrolowane w kontekście procesu wygaszania. Użyli więc sprzętu specjalnie przygotowanego do wykrycia tego efektu. Dane, zebrane z szeregu konfiguracji detektor-emiter, były zgodne z niezależnością prędkości światła od ruchu emitera, zaś niezgodne z modelem zakładającym c ± v zarówno z wystąpieniem, jak i niewystąpieniem wygaszania.
Kontynuując poprzednie badania, Alväger et al. (1964) obserwowali mezony π0, rozpadające się na fotony przy 99,9% prędkości światła. Eksperyment znów pokazał, że foton nie otrzymuje prędkości od źródła i wciąż podróżuje z prędkością światła, z {\displaystyle k=(-3\pm 13)\times 10^{-5}.} Badanie ośrodków penetrowanych przez światło pokazało, że efekt wygaszania nie był wystarczający do znacznego zniekształcenia wyników.
Przeprowadzono również pomiary prędkości neutrin. Za emitery posłużyły mezony poruszające się z prędkościami bliskimi świetlnych. Ponieważ neutrina biorą udział tylko w oddziaływaniach elektrosłabych, wygaszanie nie grało roli. Pomiary na Ziemi wyznaczyły górny limit k: {\displaystyle k\leqslant 10^{-6}.}

### Interferometria
Interferometr Sagnaca demonstruje, że promień świetlny na obrotowej platformie pokonuje mniejszą odległość, niż inne promienie, co powoduje przesunięcie we wzorze interferencyjnym. Pokazano, że oryginalny eksperyment Georges’a Sagnaca mógł dać złe wyniki na skutek wygaszania, lecz potem powtórzono go w próżni, gdzie wygaszanie nie gra roli.
Przewidywania teorii Ritza były zgodne z niemal wszystkimi testami przeprowadzonymi na Ziemi z użyciem interferometru, obejmujących poruszanie się światła w ruchomym ośrodku, a Ritz nie uważał trudności, stwarzanych choćby przez eksperyment Fizeau, za nie do pokonania. Niemniej Tolman odnotował, że eksperyment Michelsona-Morleya z użyciem pozaziemskiego źródła światła dostarczyłby ostatecznego sprawdzenia hipotezy Ritza. W 1926 Rudolf Tomaschek przeprowadził zmodyfikowany eksperyment Michelsona-Morleya, używając światła gwiazd, podczas gdy Dayton Miller użył światła słonecznego. Oba eksperymenty dostarczyły wyników niezgodnych z hipotezą Ritza.
Babkock i Bergman (1964) umieścili obrotowe szklane powierzchnie pomiędzy lustrami interferometru wspólnej trasy w statycznej konfiguracji Sagnaca. Gdyby szklane powierzchnie zachowywały się jak źródła światła, a całkowita prędkość światła odbitego od nich wynosi {\displaystyle c+v,} spodziewane byłoby przesunięcie we wzorze interferencyjnym. Niemniej jednak nie było takiego efektu, co znów potwierdziło szczególną teorię względności, potwierdzając niezależność prędkości światła od prędkości źródła. Eksperyment ten przeprowadzono w próżni, zatem efekt wygaszania nie powinien odgrywać roli.
Albert Abraham Michelson (1913) i Quirino Majorana (1918/9) przeprowadzili eksperymenty interferencyjne ze spoczywającymi źródłami i ruchomymi lustrami (oraz vice versa), pokazując nimi, że nie ma zależności w prędkości światła w powietrzu od źródła. Urządzenie Michelsona zaprojektowane było do rozstrzygnięcia pomiędzy trzema możliwymi oddziaływaniami luster ze światłem: (1) „korpuskuły światła są odbijane pociski od sprężystej ściany”, (2) „powierzchnia lustra działa jak nowe źródło”, (3) „prędkość światła jest niezależna od prędkości źródła”. Jego wskazały na niezależność prędkości światła od prędkości źródła. Majorana przeanalizował światło z ruchomych źródeł oraz luster, korzystając z nierównego ramienia interferometru Michelsona, będącego niezwykle wrażliwym na zmiany długości fali. Teoria emisji zastrzega, że dopplerowskie przesunięcie światła obejmuje zmianę częstotliwości, jednak bez zmiany długości fali. Jednak Majorana zarejestrował zmianę długości fal, niezgodną z teorią emisji.
Beckmann i Mandics (1965) powtórzyli eksperyment Michelsona (1913) oraz Majorany (1918) w wysokiej próżni, ustalając wartość {\displaystyle k} na mniejszą niż 0,09. Chociaż otrzymana próżnia była niewystarczająca, aby zupełnie wykluczyć wygaszenie jako przyczynę ujemnych wyników, to jednak czyniła je mało prawdopodobnym. Światło odbite od ruchomego lustra i przepuszczone przez lustro Lloyda, częściowo trafia na kliszę fotograficzną, a częściowo odbija się od lustra Lloyda. Eksperyment porównywał prędkość światła, poruszającą się hipotetycznie z prędkością {\displaystyle c+v} z ruchomego lustra, ze światłem poruszającym się z prędkością {\displaystyle c} z lustra Lloyda.

### Inne dyskredytacje
Teorie emisji używają transformacji Galileusza, zgodnie z którymi współrzędne czasowe są niezmiennicze podczas zmiany układu odniesienia („czas absolutny”). Z tego względu doświadczenie Ivesa-Stillwella, potwierdzające zjawisko dylatacji czasu, również obala teorie emisji światła. Jak pokazał Howard Percy Robertson, biorąc pod uwagę doświadczenie Ivesa-Stillwella razem z doświadczeniami Michelsona-Morleya oraz Kennedy’ego-Thorndike’a, można wyprowadzić kompletne przekształcenia Lorentza.
Co więcej, elektrodynamika kwantowa traktuje rozchodzenie się światła w zupełnie innym, jednak wciąż relatywistycznym, kontekście, który jest zupełnie niekompatybilny z poglądem, jakoby prędkość światła zależała od prędkości źródła.

## Literatura
- Izaak Newton, Philosophiae naturalis principia mathematica
- Izaak Newton, Opticks